# Фінал Кубка Стенлі 1987
Фінал Кубка Стенлі 1987 (англ. Stanley Cup Finals) — 95-й загалом фінал Кубка Стенлі та сезону 1986–1987 у НХЛ між командами «Едмонтон Ойлерз» та «Філадельфія Флайєрз». Фінальна серія стартувала 17 травня в Едмонтоні, а фінішувала 31 травня перемогою «Едмонтон Ойлерз».
У регулярному чемпіонаті «Філадельфія Флайєрз» фінішували першими в дивізіоні Патрик Конференції Принца Уельського набравши 100 очок, а «Едмонтон Ойлерз» посіли перше місце в дивізіоні Смайт Конференції Кларенса Кемпбела з 106 очками.
У фінальній серії перемогу здобули «Едмонтон Ойлерз» 4:3. Приз Кона Сміта (найкращого гравця фінальної серії) отримав воротар «Льотчиків» Рон Гекстолл.

## Шлях до фіналу
| Західна конференція     |          |                    |                   |                          |
| Стадія                  | Суперник | Суперник           | Загальний рахунок | Результати матчів        |
| Чвертьфінал конференції | С4       | Лос-Анджелес Кінгс | 4 : 1             | 2:5, 13:3, 6:5, 6:3, 5:4 |
| Півфінал конференції    | С3       | Вінніпег Джетс     | 4 : 0             | 3:2 (ОТ), 5:3, 5:2, 4:2  |
| Фінал конференції       | Н2       | Детройт Ред Вінгз  | 4 : 1             | 1:3, 4:1, 2:1, 3:2, 6:3  |

| Східна конференція      |          |                    |                   |                                   |
| Стадія                  | Суперник | Суперник           | Загальний рахунок | Результати матчів                 |
| Чвертьфінал конференції | П4       | Нью-Йорк Рейнджерс | 4 : 2             | 0:3, 8:3, 3:0, 3:6, 3:1, 5:0      |
| Півфінал конференції    | П3       | Нью-Йорк Айлендерс | 4 : 3             | 4:2, 1:2, 4:1, 6:4, 1:2, 2:4, 5:1 |
| Фінал конференції       | А2       | Монреаль Канадієнс | 4 : 2             | 4:3 (ОТ), 2:5, 4:3, 6:3, 2:5, 4:3 |

## Арени
| Едмонтон           | Нортландс-колісіум Спектрумclass=notpageimage\| Арени фіналу Кубка Стенлі 1987 | Філадельфія       |
| Нортландс-колісіум | Нортландс-колісіум Спектрумclass=notpageimage\| Арени фіналу Кубка Стенлі 1987 | Спектрум          |
| Місткість: 16 839  | Нортландс-колісіум Спектрумclass=notpageimage\| Арени фіналу Кубка Стенлі 1987 | Місткість: 17 380 |
|                    | Нортландс-колісіум Спектрумclass=notpageimage\| Арени фіналу Кубка Стенлі 1987 |                   |

## Серія
| 17 травня 1987 | Едмонтон Ойлерз | 4 : 2 (1:0, 0:1, 3:1) | Філадельфія Флайєрз | Нортландс-колісіум, Едмонтон Глядачів: 17 502 |

| Протокол                                                                       | Протокол  | Протокол                               | Протокол     | Протокол |
| ------------------------------------------------------------------------------ | --------- | -------------------------------------- | ------------ | -------- |
|                                                                                | Грант Фюр | Голкіпери                              | Рон Гекстолл |          |
| Вейн Грецкі (15:06) Гленн Андерсон (40:48) Пол Коффі (47:09) Ярі Куррі (49:11) |           | Браян Пропп (36:08) Рік Токкет (50:18) |              |          |
| 11 хв.                                                                         | Вилучення | 9 хв.                                  |              |          |
| 26                                                                             | Кидки     | 31                                     |              |          |

| 20 травня 1987 | Едмонтон Ойлерз | 3 : 2 (ОТ) (0:0, 1:2, 1:0, 1:0) | Філадельфія Флайєрз | Нортландс-колісіум Глядачів: 17 502 |

| Протокол                                                     | Протокол  | Протокол                                | Протокол     | Протокол |
| ------------------------------------------------------------ | --------- | --------------------------------------- | ------------ | -------- |
|                                                              | Грант Фюр | Голкіпери                               | Рон Гекстолл |          |
| Вейн Грецкі (20:45) Гленн Андерсон (51:40) Ярі Куррі (66:50) |           | Деррік Сміт (33:20) Браян Пропп (36:23) |              |          |
| 16 хв.                                                       | Вилучення | 18 хв.                                  |              |          |
| 34                                                           | Кидки     | 34                                      |              |          |

| 22 травня 1987 | Філадельфія Флайєрз | 5 : 3 (0:2, 2:1, 3:0) | Едмонтон Ойлерз | Спектрум, Філадельфія Глядачів: 17 222 |

| Протокол | Протокол                   | Протокол                                                     | Протокол                | Протокол |
| --- | -------------------------- | ------------------------------------------------------------ | ----------------------- | -------- |
| | Рон Гекстолл (00:00-59:56) | Голкіпери                                                    | Грант Фюр (00:00-59:51) |          |
| Мюррей Крейвен (29:04) Пітер Зезель (35:50) Скотт Мелланбі (44:37) Бред Маккріммон (44:54) Браян Пропп (59:26) |                            | Марк Мессьє (04:14) Пол Коффі (19:51) Гленн Андерсон (21:49) |                         |          |
| 12 хв. | Вилучення                  | 12 хв.                                                       |                         |          |
| 36 | Кидки                      | 28                                                           |                         |          |

| 24 травня 1987 | Філадельфія Флайєрз | 1 : 4 (0:2, 1:1, 0:1) | Едмонтон Ойлерз | Спектрум Глядачів: 17 222 |

| Протокол                | Протокол     | Протокол                                                                            | Протокол  | Протокол |
| ----------------------- | ------------ | ----------------------------------------------------------------------------------- | --------- | -------- |
|                         | Рон Гекстолл | Голкіпери                                                                           | Грант Фюр |          |
| Бред Маккріммон (28:17) |              | Ярі Куррі (05:53) Кевін Лоу (18:44) Ренді Грегг (32:31) Майк Крушельницький (44:17) |           |          |
| 35 хв.                  | Вилучення    | 24 хв.                                                                              |           |          |
| 28                      | Кидки        | 29                                                                                  |           |          |

| 26 травня 1987 | Едмонтон Ойлерз | 3 : 4 (2:1, 1:2, 0:1) | Філадельфія Флайєрз | Нортландс-колісіум Глядачів: 17 502 |

| Протокол                                                          | Протокол                | Протокол                                                                           | Протокол     | Протокол |
| ----------------------------------------------------------------- | ----------------------- | ---------------------------------------------------------------------------------- | ------------ | -------- |
|                                                                   | Грант Фюр (00:00-58:51) | Голкіпери                                                                          | Рон Гекстолл |          |
| Ярі Куррі (02:58) Марті Мак-Сорлі (06:39) Марті Мак-Сорлі (21:32) |                         | Рік Токкет (19:10) Дуг Кроссман (28:08) Пер-Ерік Еклунд (32:40) Рік Токкет (45:26) |              |          |
| 12 хв.                                                            | Вилучення               | 12 хв.                                                                             |              |          |
| 34                                                                | Кидки                   | 35                                                                                 |              |          |

| 28 травня 1987 | Філадельфія Флайєрз | 3 : 2 (0:2, 1:0, 2:0) | Едмонтон Ойлерз | Спектрум Глядачів: 17 222 |

| Протокол                                                         | Протокол     | Протокол                                    | Протокол                | Протокол |
| ---------------------------------------------------------------- | ------------ | ------------------------------------------- | ----------------------- | -------- |
|                                                                  | Рон Гекстолл | Голкіпери                                   | Грант Фюр (00:00-58:41) |          |
| Ліндсей Карсон (27:12) Браян Пропп (53:04) Жан-Жак Дайно (54:28) |              | Кевін Лоу (05:02) Кевін Макклелланд (15:16) |                         |          |
| 20 хв.                                                           | Вилучення    | 26 хв.                                      |                         |          |
| 32                                                               | Кидки        | 23                                          |                         |          |

| 31 травня 1987 | Едмонтон Ойлерз | 3 : 1 (1:1, 1:0, 1:0) | Філадельфія Флайєрз | Нортландс-колісіум Глядачів: 17 502 |

| Протокол                                                     | Протокол  | Протокол               | Протокол     | Протокол |
| ------------------------------------------------------------ | --------- | ---------------------- | ------------ | -------- |
|                                                              | Грант Фюр | Голкіпери              | Рон Гекстолл |          |
| Марк Мессьє (07:45) Ярі Куррі (34:59) Гленн Андерсон (57:36) |           | Мюррей Крейвен (01:41) |              |          |
| 14 хв.                                                       | Вилучення | 14 хв.                 |              |          |
| 43                                                           | Кидки     | 20                     |              |          |

| Володар Кубка Стенлі 1987    |
| ---------------------------- |
| Едмонтон Ойлерз третій титул |

## Володарі Кубка Стенлі
| Володарі Кубка Стенлі «Едмонтон Ойлерз» | Воротарі: Грант Фюр, Енді Муг Захисники: Кевін Лоу, Стів Сміт, Джефф Б'юкебум, Пол Коффі, Ренді Грегг, Чарлі Гадді, Крейг Муні, Рейо Руотсалайнен Нападники: Вейн Грецкі (К), Марк Мессьє, Крейг Мактевіш, Кент Нільссон, Майк Крушельницький, Гленн Андерсон, Еса Тікканен, Дейв Гантер, Келлі Букбергер, Ярі Куррі, Мо Лімей, Ярослав Поузар, Кевін Макклелланд, Марті Мак-Сорлі Головний тренер: Глен Сатер Генеральний менеджер: Глен Сатер Асистент головного тренера: Рон Лоу |